# Pigarg de les Salomó
El pigarg de les Salomó (Haliaeetus sanfordi) és un ocell rapinyaire de la família dels accipítrids (Accipitridae). Habita costes i boscos de les illes Salomó. El seu estat de conservació es considera vulnerable.